# John Miller Adye
John Miller Adye GCB (Sevenoaks, Kent, 1 de novembro de 1819 – Rothbury, 26 de agosto de 1900) foi um general britânico.

## Carreira militar
Nasceu em Sevenoaks, Kent, em 1 de novembro de 1819, filho do major James P. Adye. Ingressou na Artilharia Real em 1836, foi promovido a capitão em 1846, e serviu ao longo do Guerra da Crimeia, como major-de-brigada e assistente de ajudante-geral de artilharia (recebeu a medalha de Companheiro da Ordem do Banho, a graduação de major e tenente-coronel).
Atuou na Revolta dos Sipais, em 1857. Foi promovido a coronel em 1860, e especialmente utilizado em 1863 na fronteira noroeste da campanha da Índia. Foi vice-ajudante-geral, em Bengala, de 1863 a 1866, quando voltou para casa. De 1870 a 1875, Adye foi Diretor de Artilharia e Intendência no Departamento de Guerra. Recebeu a medalha de Cavaleiro Comandante da Ordem do Banho em 1873, e foi promovido a major-general e nomeado governador da Academia Militar Real de Woolwich em 1875, e Inspetor-geral do Material Bélico em 1880. Em 1882 foi chefe de equipe e segundo em comando da expedição ao Egito, e serviu ao longo da campanha (recebeu a medalha de Cavaleiro da Grã-Cruz da Ordem do Banho e o agradecimento do Parlamento). Foi governador de Gibraltar de 1883 a 1886.
Em algum momento de sua carreira, tornou-se grande amigo de William Armstrong e Stuart Rendel, tanto assim que sua filha, Winifreda, casou com o sobrinho-neto e herdeiro de Armstrong, William Henry Watson-Armstrong em 1889. Sua outra filha, Evelyn Violet, viria a se tornar esposa de John Meade Falkner, em 18 de outubro de 1899. Seu filho, Sir John Adye, se tornaria um major-general.
Adye foi também escritor, descrevendo suas experiências em obras como A Review of the Crimean War (1859), Sitana: a Mountain Campaign on the Borders of Afghanistan in 1863, e Recollections of A Military Life (1895).